# Stilbon
Dans la mythologie grecque, Stilbon (en grec ancien Στίλβων), est le dieu du ciel associé à Hermaon et à l'étoile errante ou planète Mercure.

## Étymologie
Stilbon, en grec ancien Στίλβων, signifie "brillant". Ce nouveau nom a été introduit à la suite de la confusion provoquée par une surabondance de noms astronomiques.

## Famille
Hésiode, dans sa Théogonie, indique que les titans Astréos et Éos enfantèrent les vents et les étoiles, ce qui inclut Stilbon,.

## Fonctions
Stilbon est un des dieux des cinq planètes ou étoiles errantes (Planeta ou Stellae Errantes), plus précisément celui de l'étoile Mercure. Leur chef était le brillant Éosphoros, le dieu de l’étoile de l’aube Vénus. Les trois autres étaient Phaénon (étoile Saturne), Phaéton (étoile Jupiter) et Pyroeis (étoile Mars).

### Pages connexes
- Liste des divinités de la mythologie grecque

### Sources
- Cicéron, De natura deorum
- Nonnos de Panopolis, Dionysiaques